# 新潟マツダ自動車
新潟マツダ自動車株式会社（にいがたマツダじどうしゃ）は新潟県を営業エリアとするマツダのカーディーラー。略称は新潟マツダ。

## 概要
新潟県の下越地方を営業テリトリーとし、上越地方・中越地方は別会社の「長岡マツダ」が担当していた。
もともとはメーカー系資本だったが、新潟県の自動車部品サプライヤー「日本精機」が買収したことで独立資本経営となっている。

## 沿革
- 1956年3月：マツダ側の出資で新潟マツダ自動車設立。
- 1968年7月：長岡市にて「長岡マツダ」設立。
- 2006年5月：長岡マツダが解散し、日本精機の100%出資で「株式会社新長岡マツダ販売」を設立し事業を継承する。
- 2010年12月：新潟マツダのマツダ側の株の90%を日本精機が取得。経営権を取得。
- 2013年：新潟マツダのマツダ側の株の残り10%を日本精機が取得。新長岡マツダ販売と合併し新潟県全域1社体制とする。